# Über die Welt
Über die Welt (Altgriechisch: Περὶ Κόσμου, Lateinisch: De Mundo) ist ein unter dem Namen Aristoteles, aber höchstwahrscheinlich von einem anderen Autor verfasstes und entsprechend pseudo-aristotelisches Werk über das Wesen unserer Welt. Auch der Zeitpunkt des Verfassens des Werks kann nicht näher bestimmt werden; sicher ist, dass es nach der Wirkzeit des Aristoteles (nach 322 v. Chr.) und vor dem ersten Hinweis in überlieferten Schriften (um 150 n. Chr. bei Maximos von Tyros) entstand.
Das Werk wurde im Laufe der Geschichte zuerst von Apuleius ins Lateinische, dann ins Syrische und in der Folge mehrmals ins Arabische übersetzt.
Der Text selbst beginnt mit den Worten „Oft schon, lieber Alexander, erschien mir die Philosophie als etwas Göttliches“, womit Alexander der Große als Empfänger der Schrift angedeutet wird. Es folgt eine Beschreibung der Welt, die weitgehend der des Aristoteles entspricht und Themen wie Kosmologie, Meteorologie, Materialkunde, Ordnung der Welt und auch das Lob Gottes umfasst. Einige der nicht zu Aristoteles passenden Elemente wurden dem Weltbild des Poseidonios zugeschrieben.

## Ausgaben, Übersetzungen, Kommentare
- Aristotelis qui fertur libellus De mundo. Edidit William Laughton Lorimer. Accedit Capitum V, VI, VII interpretatio syriaca ab Eduardo König Germanice versa. Paris, Les Belles Lettres 1933.
- Aristoteles: Über die Welt. Übersetzt und kommentiert von Otto Schönberger, Reclam, Stuttgart 1991.
- Cosmic Order and Divine Power. Pseudo-Aristotle, On the Cosmos. Introduction, Text, Translation and Interpretative Essays by Johan C. Thom, Renate Burri, Clive Chandler, Hans Daiber, Jill Kraye, Andrew Smith, Hidemi Takahashi, Anna Tzvetkova-Glaser. Ed. by Johan C. Thom (= SAPERE. Band 23). Mohr Siebeck, Tübingen 2014, ISBN 978-3-16-152809-5 (PDF im Open Access).
- Aristoteles / Apuleius: Über die Welt (peri kosmou / de mundo). Griechisch-lateinisch-deutsch von Kai Brodersen (Sammlung Tusculum). De Gruyter, Berlin 2019, ISBN 978-3-11-062768-8.
- George E. Karamanolis, Pavel Gregorić (Hrsg.): Pseudo-Aristotle, On the Cosmos. A Commentary. Cambridge University Press, Cambridge 2020.